# حمام قله زو
حمام قله زو مربوط به پهلوی اول است و در شهرستان کلات، داخل بافت روستای قله زو واقع شده و این اثر در تاریخ ۱۳ بهمن ۱۳۸۸ با شمارهٔ ثبت ۲۹۲۸۴ به‌عنوان یکی از آثار ملی ایران به ثبت رسیده است.